# Хантсвил (Алабама)
Хантсвил (енгл. Huntsville) град је у америчкој савезној држави Алабама. Налази се у округу Медисон, а простире се на запад и у суседни округ Лајмстоун. Хантсвил је седиште округа Медисон и четврти највећи град у Алабами. По попису становништва из 2020. у њему је живело 215.006 становника.
Џон Хант се први овде населио. Насеље је добило име Твикенхам по родном граду песника Александра Поупа на захтев његовог рођака Лироја Поупа. Ипак, насељу је дато име Хантсвил по његовом оснивачу 25. новембра 1811. Изградом фабрика текстила и муниције град је израстао на оближњим брдашцима и дуж реке Тенеси. У његовој близини налазе се Насин Свемирски центар Маршал и Ваздухопловна и ракетна команда војске Сједињених Држава.

## Географија
Хантсвил се налази у северном делу Алабаме. Град се простире на 543,9 km² од чега је 542,86 km² копнено подручје, док водених површина има 0,6 km². Хантсвил се налази на надморској висини од 193 m.

## Историја
Хантсвил је добио име по ратном ветерану Џону Ханту, првом насељенику на подручју данашњег градског парка Биг Спринг. Хант није правилно регистровао свој захтев за куповину земљишта, па је подручје купио Лирој Поуп, који је подручје назвао Твикенхам, према родном месту свог далеког рођака Александра Поупа.
Твикенхам је био пажљиво планиран, улице се пружају у смеру са североистока на југозапад према парку и језеру Биг Спринг. Због анти-енглеског расположења током рата од 1812. године, име је промењено у Хантсвил у част Џона Ханта.
И Џон Хант и Лирој Поуп су били слободни зидари и чланови Хелион ложе која је била део Масонске ложе.
Амерички предсједник Двајт Ајзенхауер је 8. септембра 1960. званично отворио Насин Свемирски центар Маршал, по чему је град и данас познат, а надимак града је „Град ракета“

## Демографија
Према попису становништва из 2010. у граду је живело 180.105 становника, што је 21.889 (13,8%) становника више него 2000. године.
|                   | 2010.            | 2000.            |
| Укупно            | 180 105 (100,0%) | 158 216 (100,0%) |
| Белци             | 104 516 (58,03%) | 100 333 (63,42%) |
| Афроамериканци    | 56 229 (31,22%)  | 47 792 (30,21%)  |
| Хиспаноамериканци | 10 512 (5,837%)  | 3 225 (2,038%)   |
| Остали            | 4 499 (2,498%)   | 3 347 (2,115%)   |
| Азијати           | 4 349 (2,415%)   | 3 519 (2,224%)   |

## Партнерски градови
- Тајнан